# USS Solar
El USS Solar (DE-221) fue un destructor de escolta de la clase Buckley de la Armada de los Estados Unidos. Fue bautizado en honor del Contramaestre de Primera Clase Adolfo Solar (1900-1941), muerto en combate durante el ataque japonés a Pearl Harbor el 7 de diciembre de 1941.
El Solar fue construido el 22 de febrero de 1943, por el Astillero Naval de Filadelfia; botado el 29 de mayo de 1943, patrocinado por la Sra. Regina Solar; y comisionado en Filadelfia el 15 de febrero de 1944. El buque fue destruido por una explosión accidental el 30 de abril de 1946.

## Hundimiento

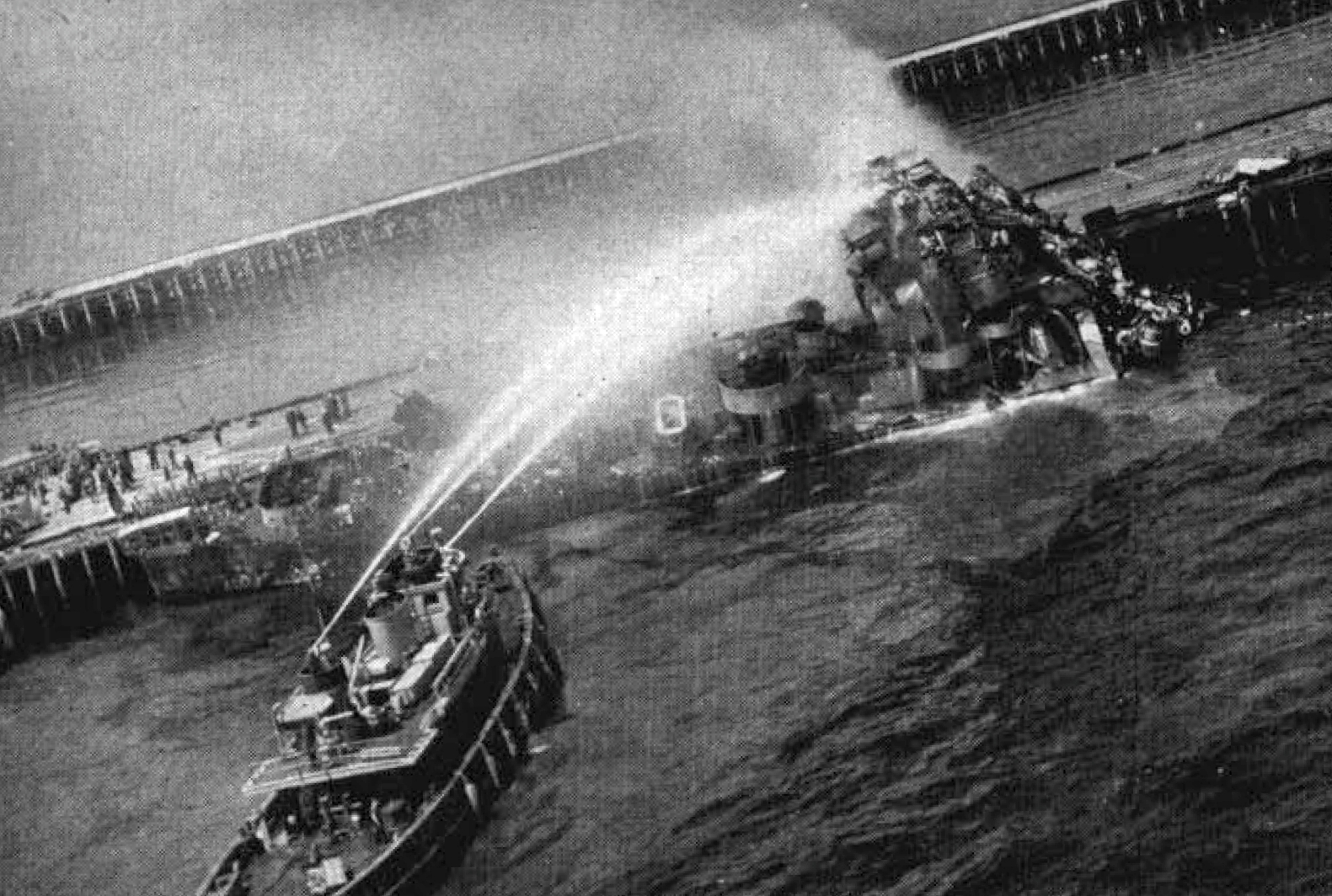
Solar tras las explosiones del 30 de abril de 1946.

El 30 de abril de 1946, el Solar estaba atracado en el muelle Leonardo I del Depósito Naval de Municiones de Earle en el Condado de Monmouth, Nueva Jersey, para descargar municiones. La operación transcurrió sin contratiempos hasta que, poco después de las 11:30, uno de los tripulantes dejó caer una carga de erizo. ("La United Press citó a testigos que afirmaban que un proyectil que estaba pasando el marinero Joseph Stuckinski, de Baltimore, desde el barco a un camión en el muelle le explotó en los brazos y desencadenó las explosiones. Stuckinski no resultó herido") Pudo escapar con heridas relativamente leves, pero las tres explosiones que siguieron hicieron estallar el barco cerca de sus salas de manipulación superior número 2. Su cañón número 2 fue demolido y el puente, el director de la batería principal y el mástil volaron hacia popa y estribor. Los dos costados del buque estaban agujereados y la cubierta era un amasijo de llamas. La orden de abandonar el barco llegó tras la segunda explosión y se llevó a cabo rápidamente. Sin embargo, la tragedia se cobró la vida de siete marineros e hirió a otros 125.
Los trabajos de salvamento en el Solar comenzaron a las 15:00 horas, y su superestructura destrozada fue cortada para evitar que zozobrara. Fue trasladado a Nueva York, donde fue retirado del servicio el 21 de mayo de 1946. Solar fue entonces despojado de todo el equipo utilizable, remolcado 100 millas náuticas (200 km) hacia el mar, y hundido el 9 de junio de 1946, en 1.300 metros de profundidad de agua. Su nombre fue borrado de la Lista Naval el 5 de junio de 1946.
El 5 de julio de 2022, el último superviviente vivo de las explosiones, el marinero J.D. Reed, falleció a los 95 años.